# Paralacydes parva
Paralacydes parva är en fjärilsart som beskrevs av Walker 1865. Paralacydes parva ingår i släktet Paralacydes och familjen björnspinnare. Inga underarter finns listade i Catalogue of Life.